# Så er vi kvit, far!
Så er vi kvit, far! (eng: Getting Even with Dad) er en amerikansk komediefilm fra 1994 instrueret af Howard Deutch og med Macaulay Culkin og Ted Danson i hovedrollerne.

## Medvirkende
- Macaulay Culkin som Timmy
- Ted Danson som Ray
- Glenne Headly som Theresa
- Saul Rubinek som Bobby
- Gailard Sartain som Carl
- Hector Elizondo som Lt. Romayko
- Sydney Walker som Mr. Wankmueller
- Kathleen Wilhoite som Kitty